# Премия Дзиро Осараги
Премия Дзиро Осараги (яп. 大佛次郎賞 Осараги Дзиро: сё:) — литературная премия Японии, присуждаемая авторам художественных произведений и исследований в области гуманитарных наук. Учреждена издательством «Асахи симбун» в 1974 году в память о скончавшемся за год до этого писателе Дзиро Осараги, мастере исторического романа и документальной прозы.
Премия присуждается ежегодно двум лауреатам, каждый из которых получает один миллион иен. В негласной иерархии японских литературных премий, считается, уступает по своему престижу премиям Номы, Танидзаки и «Ёмиури», но близка по значимости премиям Ито и Идзуми.